# Chiesa e monastero di Santa Maria della Ripa
La chiesa e il monastero di Santa Maria della Ripa formavano un complesso monastico della città di Forlì. Era uno dei più grandi e potenti monasteri cittadini ed ospitò tra le proprie mura una nutrita schiera di monache fino all'arrivo delle truppe napoleoniche che, sopprimendo gli ordini religiosi, sequestrarono il monastero trasformandolo in area militare. Attualmente la struttura esiste ancora e, per quanto riguarda il monastero, rappresenta uno dei migliori esempi di architettura quattrocentesca del forlivese.
Il sito si estende nel centro della città su una superficie di 23.000 m², e il suo chiostro è un quadrilatero di 1.570 m², uno dei più vasti d'Italia. Il porticato a nove archi per lato e la loggia con colonne ottagonali in mattoni rosa, capitelli smussati e colonnine esagonali, sono gli unici elementi giunti integri fino a noi. Il complesso resta in attesa di un progetto di recupero ed oggi versa in stato di abbandono.

## Storia
La sua origine ebbe inizio del 1438, quando alcune suore francescane si stabilirono in un piccolo alloggiamento davanti alla chiesa della trinità. L'edificazione del monastero risale al 1474 e fu voluto dal vescovo Alessandro Numai il quale posò la prima pietra su un terreno donato da Pino III Ordelaffi, signore di Forlì. Nel 1480, alla morte di Pino III Ordelaffi, prima Girolamo Riario e quindi sua moglie Caterina Sforza si fecero protettori del complesso, stabilendo un profondo legame con le suore francescane che vi abitavano. Nel 1484 venne terminata la recinzione muraria, mentre la chiesa e l'annesso monastero (chiamato anche monastero della Torre per via della torre fiorentina, una torre cittadina oggi non più esistente) furono consacrati il 7 maggio 1497. Leone Cobelli, così narra l'evento: l'anno 1497, adi 7 de magio. Fo sacrata de la Riva per mani de misser Tomasi di li Asti episcopo forlivese.
Il 14 marzo 1505, fu consegnato alla badessa la bolla di papa Giulio II in cui si sanciva la definitiva appartenenza di Forlì allo Stato della Chiesa.
Verso la fine del XVI secolo alcuni ambienti del convento furono trasformati. Dal XVII-XVIII secolo, all'apice del proprio splendore, il complesso giunse ad ospitare un'ottantina di monache e l'educandato, frequentato da giovani provenienti dalle nobili famiglie forlivesi.
Gli alloggi delle religiose erano posti attorno al cortile. Il convento disponeva di terreni esterni recintati, che si trovavano nelle zone agricole coltivabili a ridosso delle mura cittadine. Nel XVIII secolo, dopo un imponente intervento, il monastero fu dotato di uno scalone il quale, tuttora esistente, conduce agli immensi corridoi del piano superiore e ad una cinquantina di celle, ancora oggi del tutto intatte.
Il 24 giugno 1796, attraverso Porta Schiavonia, i francesi, guidati dal generale Pierre François Charles Augereau, fecero il loro primo ingresso in città. Il giorno seguente all'entrata delle truppe transalpine, una folla di popolani, assalì il palazzo del Comune per riappropriarsi delle armi consegnate il giorno prima per ordine del generale il tumulto determinò il ritiro Faenza dei francesi i quali però rientrarono in città pochi giorni dopo. Il 7 agosto 1798 disposero la soppressione del monastero. In 6 giorni l'intero edificio venne liberato per essere trasformato in area militare. Le suore furono trasferite al monastero di Santa Chiara, altro monastero cittadino andato distrutto e di cui sopravvive solo una parte del muro. Avvenuta la distruzione anche di questo monastero, le suore francescane furono disperse e solo nel 1892, col nome di Clarisse di San Biagio, alloggiarono nel convento dei minori osservanti dove tuttora risiedono.
I francesi modificarono il monastero per i loro scopi e soprattutto modificarono la chiesa che venne tagliata in 2. La chiesa era composta da una grande sala a 4 campate, con ampie volte sostenute da semicolonne, all'esterno rafforzate da lesene e refettorio. trasformato in stalla per la cavalleria, fu completamente distrutto. Vi erano conservati affreschi realizzati da Marco Palmezzano nel 1492, alto 5 metri, oggi in parte conservato nella pinacoteca civica.
Nel 1866 l'intero complesso fu quindi incamerato dallo Stato unitario italiano e viene utilizzato per varie finalità, divenendo persino campo di decollo per mongolfiere.
Verso la fine della seconda guerra mondiale il monastero fu teatro di fatti di sangue, come testimonia la lapide posta nel muro di cinta, che ricorda la fucilazione di 5 ragazzi, avvenuta venerdì 24 marzo 1944. L'esecuzione fu compiuta in seguito al verdetto del tribunale straordinario regionale, riunito nella caserma Ettore Muti di Forlì (ex Ferdinando di Savoia), di condanna a morte dei giovani per renitenza alla leva e diserzione alla Repubblica di Salò sotto il fuoco del plotone caddero: i fratelli Dino e Tonino Degli Esposti di teodorano, Agostino Lotti di Galeata, Massimo Fantini e Giovanni Valgiusti di Civitella. La notizia della fucilazione si diffuse in città e scatenò la reazione popolare e di lunedì successivo, allo scoccare della sirena delle 10, i 1600 lavoratori degli stabilimenti di proprietà della famiglia Orsi Mangelli, scesero in sciopero chiedendo la sospensione della pena capitale per altri 10 giovani arrestati. Ciò servì a salvare la vita dei condannati.